# 疣果冷水花
疣果冷水花（学名：Pilea verrucosa）为荨麻科冷水花属下的一个种。

## 扩展阅读
- 維基物種上的相關：疣果冷水花